# M/S Strait Feronia
M/S Strait Feronia är ett RoPax-fartyg ägt av Strait Shipping, Nya Zeeland. Fartyget ägdes tidigare av Stena Line och gick i trafik för Stena under namnet M/S Stena Feronia.
Fartyget var det första i det som utvecklades till den mycket långa serien av Ropax-fartyg från Visentini, med 24 levererade fartyg mellan 1997 och 2011.

## Historik
Fartyget levererades 1997 som M/S Mersey Viking till Levantina Trasporti, Bari, Italien och sattes i trafik för Norse Irish Ferries mellan Belfast och Liverpool. Från 2002 gick det mellan Belfast och Birkenhead för Norfolkline. År 2005 fick det namnet M/S Dublin Viking och ersattes av det yngre M/S Mersey Viking, idag M/S Stena Baltica. År 2006 insattes det mellan Dublin och Birkenhead. År 2010 övertar DFDS linjen och fartyget får namnet M/S Dublin Seaways. År 2011 säljs fartyget till Stena Line och får namnet M/S Stena Feronia, men återchartras av DFDS för linjen Karlshamn-Klaipeda till och med oktober samma år.